# L'atelier di Veronica
L'atelier di Veronica (Veronica's Closet) è una sitcom statunitense prodotta dal 1997 al 2000 e trasmessa da NBC.
Protagonista della serie è Veronica Chase (interpretata da Kirstie Alley), a capo della propria azienda di lingerie, la Veronica's Closet (il nome è un richiamo a Victoria's Secret).
L'edificio in cui è stato ambientato nella finzione l'atelier è il Flatiron Building di Daniel Burnham, inaugurato nel 1909 e costruito sull'isola di Manhattan.
In Italia la serie è stata trasmessa nel corso del 2002 su Canale 5.

## Trama
Veronica Chase gestisce una delle più famose aziende produttrici di biancheria intima del mondo, la Veronica's Closet, oltre ad essere una grande scrittrice di romanzi rosa. Il suo matrimonio, però, è ben altra cosa rispetto alle bellissime storie narrate nei suoi libri: Veronica infatti combatte costantemente contro il marito, Bryce, che poco bada alla fedeltà coniugale. Ad aiutarla nel suo lavoro e nella vita privata c'è sempre al suo fianco Olive, eccellente assistente ed impareggiabile amica. Tuttavia i problemi non sorgono solo nel privato, ma anche in ufficio, dove però la donna trova l'aiuto dei suoi tre fedeli collaboratori, Perry (l'addetto stampa ed ex modello), Josh (l'assistente) e Leo.

## Personaggi e interpreti
- Veronica Chase (stagioni 1-3), interpretata da Kirstie Alley.
- Olive Massery (stagioni 1-3), interpretata da Kathy Najimy.
- Perry Rollins (stagioni 1-3), interpretato da Dan Cortese.
- Josh Blair (stagioni 1-3), interpretato da Wallace Langham.
- Leo Michaels (stagioni 1-3), interpretato da Daryl Mitchell.
- Pat Chase (stagioni 1-3), interpretato da Robert Prosky.
- June Bilson Anderson (stagioni 1-3), interpretata da Lorri Bagley.
- Alec Bilson (stagioni 1-3), interpretato da Ronald Silver